# La Fouine
La Fouine (egentligen Laouni Mouhid), född 25 december 1981 i Trappes i departementet Yvelines i Frankrike är en rappare med marockanskt ursprung.